# Oscar Camino
Oscar Camino (1907-1978) fue un periodista, dibujante periodístico e historietista chileno correspondiente al movimiento de la Edad de Oro de la historieta chilena. Participó como dibujante deportivo en diarios y revistas, donde su mayor contribución fue en el área de boxeo Chileno. Siendo parte de los primeros historietistas de ciencia ficción chilena, realizó variadas novelas gráficas junto a distintos guionistas, destacando las obras donde el guion y el dibujo están completamente desarrollados por él. Dentro de estas novelas gráficas encontramos El Navío Atómico, precuela de El Misterioso Invasor, ambas dibujadas y escritas en 1949 por Oscar Camino para la revista Okey. Su mayor obra y aporte en esta área de las historietas chilenas fue la famosa saga Hacia otros Mundos (1956-1957) publicado en la revista El Peneca.. En el año 1971 se hace acreedor del premio nacional de periodismo mención dibujo.

## Reseña biográfica
Oscar Camino, periodista e ilustrador autodidacta, nació el 14 de febrero de 1907 en la localidad de Los Ángeles, Chile. A los 19 años fue invitado por su primo Pedro Sienna a ser partícipe del diario La Nación donde trabajó desde 1926 a 1930 realizando los dibujos en el periódico Los Tiempos (Chile, 1923-1934), ilustrando cuentos infantiles. A partir de 1927 trabajó paralelamente en la sección de deportes del mismo diario.
A principio de los años 1930 comenzó a trabajar como dibujante de la sección de deportes del diario Las Últimas Noticias, mismo diario en donde durante 15 años ilustró el suplemento dominical y aportó periodísticamente a la sección Gente de nuestra tierra. Paralelamente, durante 4 meses entre los años 1938 y 1939 realizó una serie de dibujos de la guerra civil española. Desde esa época ya era conocido por sus trabajos relacionados con el deporte, especialmente el boxeo, participando activamente en la revista Nocaut de la federación chilena de boxeo, publicación que surge a raíz de la sugerencia del mismo Camino a la federación.
Durante la década de los años 1940 el trabajo de Oscar empieza a relacionarse más cercanamente a la ilustración de cuentos e historietas. Fue durante estos años donde realizó la serie Viajes y Aventuras de Picoco, y también portadas en la primera página de El Mercurio para cuentos e historias de autores Chilenos como Oscar Lanas, Francisco Coloane, Luis Merino Reyes y Luis Durand. A la par de esto, en 1947 se une a la Alianza de dibujantes de Chile (Adich), institución que busca el acercamiento y unión de los profesionales del dibujo en Chile.
Es en 1949 cuando lanza la primera obra de su completa autoría, El Navío Atómico, novela ilustrada que se desarrolla entre los números 14 y 28 de la revista Okey, publicación en la que destaca como uno de los primeros ilustradores Chilenos en participar. El Misterioso Invasor será la continuación directa, la cual es publicada entre los números 31 y 48 de la misma revista.
En 1955 se une a la revista El Peneca, en donde desarrolla un variado trabajo como ilustrador, dibujando distintas series y afiches de otras historietas. Este mismo año, un 30 de noviembre es fundado el Sindicato Profesional de Periodistas, Dibujantes, Archiveros y Reporteros Gráficos de la empresa El Mercurio S.A.P. de Santiago, en donde Oscar Camino forma parte de los directores.
Es en El Peneca donde Oscar pública su mayor obra, Hacia otros Mundos, la cual es publicada entre los años 1956 y 1957 en 75 ejemplares, con una extensión de aproximadamente 150 páginas. Esta obra cuenta la historia de un grupo de personas que viajan por el sistema solar, visitando la luna, Ganímedes, Saturno, Marte y Venus. Hacia otros Mundos es considerada una de las primeras historietas espaciales y de ciencia ficción Chilena, título que fue parte importante del mérito a su premio en 1971, y que de cierto modo se adelantó a lo desarrollado posteriormente por Themo Lobos y su revista Rocket, considerada como la primera publicación de ilustración relacionada con la ciencia ficción en Chile y Latinoamérica.
Luego de culminar su gran saga, jubila de su profesión en 1957 pero nunca deja de trabajar. Sigue desarrollando su lado periodístico como por ejemplo con su sección Comentarios de Chemin y El round del reencuentro en el diario La Nación, siendo esta última publicada todos los jueves en la cual trabaja hasta el día de su muerte. En 1960 trabaja en la revista Gol y Gol, y en 1961 participa como ilustrador de boxeo en el libro Breve historia del deporte de Hugo Sainz Torres. En 1965 ilustra para la publicación Ases de la Novela de Zig-Zag, en donde adapta la obra Herné el cazador.
En septiembre de 1966 nace en Chile la revista Robot, creación del departamento de historietas de Zig-Zag. En esta revista Oscar Camino tiene un importante papel, aportando en las contraportadas con la sección Era Espacial (la cual ilustraba sobre personajes importantes tanto de la ciencia como la ciencia ficción mundial) e ilustrando distintas historias de ciencia ficción de autores como Guillermo y German Gabler, y Al Ventt Mar. A la par de esto nacen también las revistas Sueños Maravillosos y Mundos Fantásticos, que abarcaban temas de terror, fantásticos o de ciencia ficción. En estas publicaciones Oscar destaca con sus obras en su mayoría escritas y dibujadas completamente por él. Una de las últimas obras desarrollada por Oscar es posiblemente Los Pioneros, obra inserta en el tomo N.º 8 (enero de 1971) de la revista denominada Colección Super Fantástica.
Tras 45 años de trayectoria, en 1971 recibe el premio nacional de periodismo mención dibujo, premio que se le atribuye a su trayectoria como dibujante periodístico y su saga Hacia otros Mundos.
Entre 1971 y 1972 se desarrolla una llamada segunda época de El Peneca de 26 números, en la cual entre sus distintas historietas aparece la titulada Los Aventureros del Espacio sin firma de autor, pero posiblemente es una de las últimas obras de Oscar Camino.
En la actualidad y a modo de homenaje, existe una calle con su nombre en la comuna de Maipú, en el barrio Volcán Maipo cerca del metro del sol llamada Periodista Oscar Camino Cordero, la cual es perpendicular a la calle Dramaturgo Pedro de Siena (coordenadas 33°29′14″S 70°45′34″O / -33.48724, -70.759501).

## Obras
- El Navío Atómico / Okey (1949)

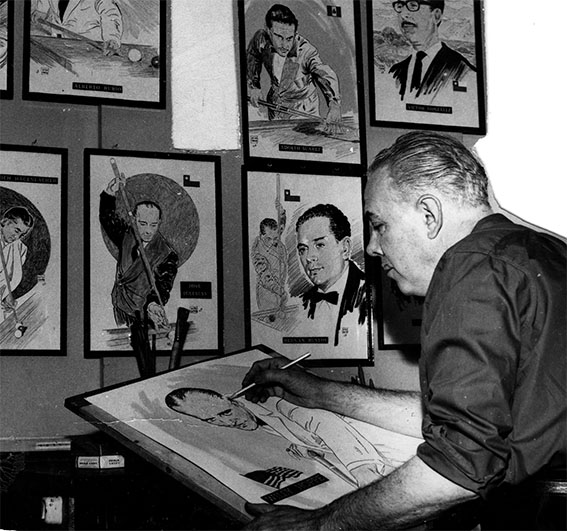
Oscar Camino ilustrando jugadores de pool Chilenos

- El Misterioso Invasor / Okey (1949)
- Hacia otros Mundos / El Peneca (1956)
- Vida del libertador Don José de San Martín / Okey
- Muerte en el espacio / Revista Rocket (1966)
- Vuelo nocturno / Sueños Maravillosos N°6
- Puerta al pasado / Sueños Maravillosos N.º 8
- Isla de ensueño / Sueños Maravillosos N°10
- Fuga / Mundos Fantásticos N°6
- Los Pioneros / Colección Super Fantástica N.º 8

## Colaboración como dibujante
- Revista K.O. (Nocaut) - Revista oficial de la Federación Chilena de Box / Carlos Klockmann T.
- Emergencia / Robot N.°3
- Penal Psíquico / Robot N.°4
- Puerta hacia la luz / Robot N.º 7
- Pachacutec / Robot N.°9
- Herné el Cazador / Ases de la Novela N.°10
- Breve historia del deporte / Hugo Sainz Torres - Publicado y distribuido por la Braden Copper Co. Mineral "El Teniente" (1961)
- Trasnochadas[9] / Rafael Frontaura
- Placas de bronce (cuentos) / José Miguel Varas Calvo
- Amanecer en el puerto: crónicas y rimas fuera de moda / Osvaldo Gianini

## Obras no confirmadas
- Los aventureros del Espacio / El Peneca (1971)

## Premios
- Premio Nacional Periodismo mención dibujo - 1971